# Paul Hoff (Mediziner)
Paul Hoff (* 16. Mai 1956 in Ulmen) ist ein deutscher Psychiater und Philosoph.

## Leben
Hoff studierte Medizin und Philosophie an den Universitäten Mainz und München. 1980 und 1988 wurde er promoviert. 1994 wurde er in München für Psychiatrie habilitiert. Er arbeitete von 1980 bis 1996 am psychiatrischen Universitätsklinikum in München und von 1997 bis 2003 am psychiatrischen Universitätsklinikum in Aachen. 2001 erlangte er den Titel eines Facharztes für Psychiatrie und Psychotherapie. Ab 2003 war er stellvertretender Klinikdirektor der Klinik für Psychiatrie, Psychotherapie und Psychosomatik an der Psychiatrischen Universitätsklinik Zürich.
Seit Juni 2021 ist er wissenschaftlicher Beirat und Leitender Arzt für ambulante Sprechstunden bei der Privatklinik Hohenegg.
Seit Januar 2021 ist er Präsident der Zentralen Ethikkommission der Schweizerischen Akademie der Medizinischen Wissenschaften.

## Schriften (Auswahl)
- Der Begriff der psychischen Krankheit in transzendentalphilosophischer Sicht. Campus, Frankfurt am Main 1990 (Dissertation, Universität München, 1988).
- Emil Kraepelin und die Psychiatrie als klinische Wissenschaft. Ein Beitrag zum Selbstverständnis psychiatrischer Forschung. Springer, Berlin 1994.
- mit Ulrich Hegerl: Depressionsbehandlung unter komplizierenden Bedingungen. Komorbidität, Multimedikation, geriatrische Patienten. Unimed, Bremen 2003.
- Psychiatrie: ein Blick von innen. Geschichte, Theorien, Fälle. Zytglogge, Oberhofen am Thunersee 2011.
- Was darf die Psychiatrie? Zytglogge, Oberhofen am Thunersee 2014.
- Arthur Kronfeld und die Identität der Psychiatrie. Denkwege vom 18. bis zum 21. Jahrhundert. Kohlhammer, Stuttgart 2023.